# هواپیمای ریاست‌جمهوری ایران

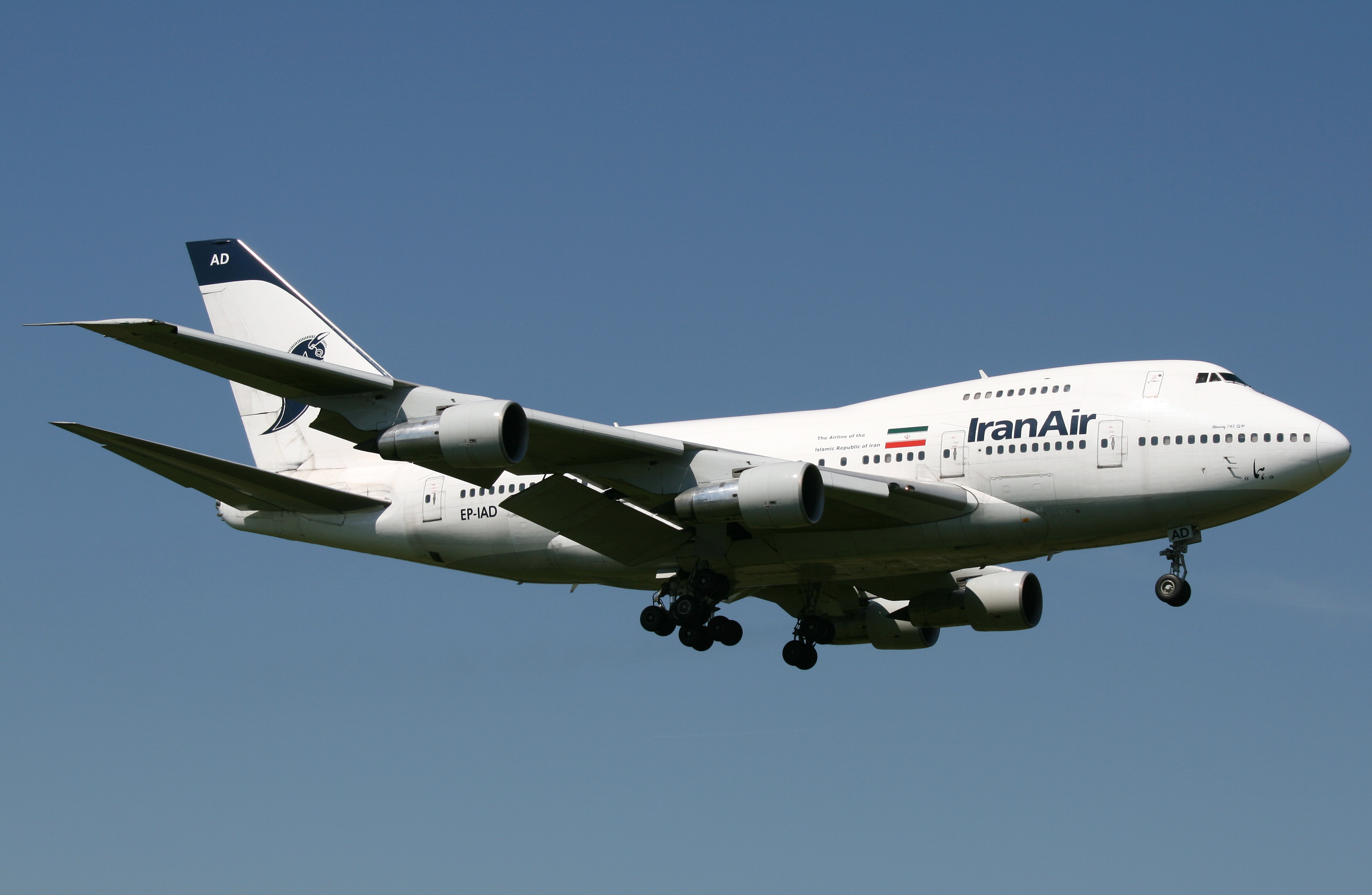
بوئینگ ۷۴۷اس‌پی ایران ایر که محمود احمدی‌نژاد در آخرین سفرش به نیویورک از آن استفاده نمود و در این مدت در کنار هواپیمای ریاست جمهوری آمریکا در پایگاه شکاری اندروز پارک شده‌بود. این هواپیما، تنها هواپیمای ایران ایر بود که می‌توانست مسافتی طولانی را بدون سوختگیریِ مجدد پرواز کند.

هواپیمای ریاست جمهوری ایران به هواپیمایی اشاره دارد که رئیس‌جمهور ایران برای سفرهایش از آن استفاده می‌کند. بدین منظور از چندین هواپیمای متعلق به دولت ایران و برای مسافت‌های طولانی از هواپیماهای شرکت‌هایی مانند ایران ایر، ماهان و آسمان استفاده شده است. البته دیگر سران قوا و مسئولین کشوری و لشکری نیز از هواپیماهای دولت استفاده می‌کنند.

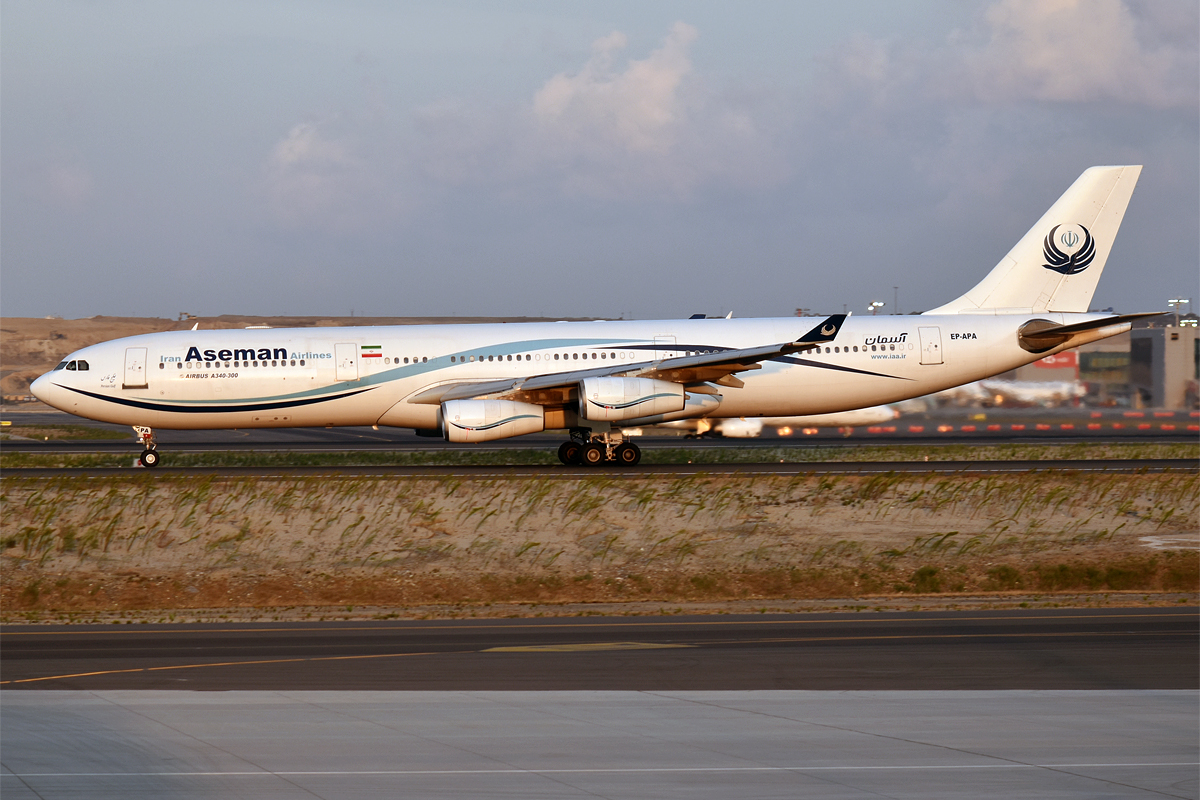
ایرباس ای۳۴۰ هواپیمایی آسمان حامل حسن روحانی رئیس‌جمهور سابق ایران برای شرکت در اجلاس سالیانه مجمع عمومی سازمان ملل متحد در سال ۱۳۹۲

در حال حاضر یک فروند هواپیمای ایرباس آ۳۴۰–۳۱۳ برای سفرهای رئیس‌جمهور توسط دولت خریداری شده که توسط شرکت canoga capital corp به یک هواپیمای VIP تبدیل شده و مجهز به تلفن ماهواره ای، صفحه نمایش، visio system و وای-فای است. امکانات و صندلیها و چیدمان و… مطابق با تشریفات دولتی چیدمان و تعویض شده است

## دولت نهم
محمود احمدی‌نژاد در دور اول ریاست جمهوری خود با تأکید بر ساده‌زیستی از استفاده از هواپیمای اختصاصی سربازمی‌زد و برای سفرهایش از هواپیماهای عمومی استفاده می‌کرد.
در اوایل شروع دوره کاری احمدی‌نژاد، یک فروند هواپیمای ایرباس-۳۲۰ که در دوران ریاست جمهوری سید محمد خاتمی سفارش داده‌شده بود، تازه به ایران تحویل شده‌بود. احمدی‌نژاد به وزیر راه دستور داد تا برای فروش یا استفاده تجاری از این هواپیما در جهت نفع عمومی برنامه‌ریزی کند.

## مصوبه دولت دهم برای خرید هواپیما
دولت دهم در سال ۱۳۸۹، در مصوبه‌ای تصویب کرد که «مبلغ ۴۵٫۷ میلیارد تومان از محل منابع موضوع ماده (۱۲) قانون تشکیل سازمان مدیریت بحران کشور و جزء (ب) بند (۹) قانون بودجه سال ۱۳۸۹ کل کشور به منظور تأمین قیمت تمام شده یک فروند هواپیمای ایرباس-۳۲۰ در اختیار نهاد ریاست جمهوری قرار گیرد تا برابر قوانین و مقررات مربوط هزینه شود».

## هواپیماهای تشریفاتی دولت
| ردیف | مدل              | مدل | شماره دم | سال ساخت | توضیحات |
| ---- | ---------------- | --- | -------- | -------- | --- |
| ۱    | ایرباس ای۳۴۰–۳۰۰ |     | EP-IGA   | ۱۹۹۹     | این هواپیما در سپتامبر ۲۰۱۵ توسط شرکت canoga capital corp به یک هواپیمای VIP تبدیل شده و مجهز به تلفن ماهواره ای، صفحه نمایش، visio system و wifi است.                       |
| ۲    | ایرباس ای۳۲۱–۲۰۰ |     | EP-IGD   | ۲۰۰۰     | از سال ۲۰۰۰ تا ۲۰۰۳ متعلق به Monarch Airlines انگلستان و از ۲۰۰۳ تا ۲۰۰۵ متعلق به Livingston ایتالیا و از ۲۰۰۵ متعلق به دولت ایران.                                          |
| ۳    | ایرباس ای۳۲۰–۲۰۰ |     | EP-AJC   | ۱۹۹۵     | قبلاً در اختیار ایران ایر و هواپیمایی ماهان بوده است و پیش از آمدن به ایران در هواپیمایی ACES کلمبیا، SAETA اکوادور، هواپیمایی پاراگوئه، LTU و Blue Wings آلمان کار کرده است. |
| ۴    | بوئینگ ۷۳۷–۲۰۰   |     | EP-AGA   | ۱۹۷۷     | |
| ۵    | داسو فالکون ۹۰۰  |     | EP-IGC   | ۲۰۰۴     | |
| ۶    | داسو فالکون ۵۰   |     | EP-TFA   | ۱۹۸۲     | |
| ۷    | داسو فالکون ۵۰   |     | EP-TFI   | ۱۹۸۲     | |

### هواپیماهای بازنشسته
این هواپیماها قبلاً تشریفاتی بوده‌اند:
| ردیف | مدل            | مدل | شماره دم | سال ساخت | توضیحات                                                                              |
| ---- | -------------- | --- | -------- | -------- | ------------------------------------------------------------------------------------ |
| ۱    | بوئینگ ۷۰۷–۳۰۰ |     | EP-AJE   | ۱۹۷۸     | این هواپیما، همان هواپیمای اختصاصی شاه است که با آن برای آخرین بار از ایران خارج شد. |
| ۲    | بوئینگ ۷۰۷–۳۰۰ |     | EP-AJD   | ۱۹۷۶     | این هواپیما سابقاً متعلق به نیروی هوایی ارتش جمهوری اسلامی ایران بوده است.            |
| ۳    | بوئینگ ۷۲۷–۱۰۰ |     | EP-PLN   | ۱۹۶۴     | ‏                                                                                     |
| ۴    | بوئینگ ۷۲۷–۱۰۰ |     | EP-GDS   | ۱۹۶۷     | ‏                                                                                     |
| ۵    | بوئینگ ۷۳۷–۲۰۰ |     | EP-IGA   | ۱۹۷۴     |                                                                                      |